# REI (ファッションモデル)
REI（令、れい、1982年4月6日 - ）は、モデリングオフィスAMA所属の男性モータージャーナリスト。東京都出身。海城中学校・高等学校、東京理科大学出身。

## 来歴
高校時代に赤文字雑誌（女性誌）の相手役として読者モデルにスカウトされ、一時期フリーで活動の後、大学時代に現在のモデル事務所に所属。本格的にモデル活動を始める。
MTVジャパンのVJを2006～2007年の2年間務め、また広告のモデルをしていた。
かつてオートバイ雑誌の『ビッグマシン』、『ヤングマシン』、『モトアディクツ』で、モーターサイクル・ジャーナリストとしても活動していた。
2014年、 BSフジにて二輪総合番組「MotoTV」のパーソナリティを2クール務めた（番組自体2クールであった）。
以前はモデルとレーサーを組み合わせてモデレーサーと自称していたが、最近は「ユーチューバーでモータージャーナリストの～」と自称している。
2020年4月より、週刊バイクTVのパーソナリティに就任した。
週刊バイクTV公式Youtubeチャンネルの再生数は前任者の頃より大幅に減少している。
また2020年にレギュラーMCとして出演したBS12Chトゥエルビの番組『tv.moto Channel 』は1年限りで降板した。
主宰するオンラインサロン「河西啓介とREIのバイク部」は2022年2月1日時点で総会員数105人だが第4期メンバー定員50人のところ24人で募集再開待ち状態となっていた。2022年3月1日「REIVLOGのバイク部」としてリニューアルし第1期として会員募集を再開、会費も1,000円 /1ヶ月と以前の半額となっている。定員数は定められていないがリニューアル前の会員はそのまま継続となっている。

## レース実績
2022 Motoフェスティバル
- 4ストロークミニバイクでグランプリコースを走るお楽しみ耐久イベント
- 2022年7月22日（日）開催
- NSF100クラス：ノーマルに近いNSF100を使用し初心者でも低コストで楽しめるクラス
- エントラント名：＃13 週刊ﾊﾞｲｸTV&BUZZ RACING

【ライダー】 REI／木村亜美／小野寺史憲（週刊バイクTVディレクター）
予選無し 決勝スタートグリッド 全クラス含めて52番目（くじ引きにて）
決勝 10位（完走13台中13番目） 1位から11周遅れ
ベストラップ 3'04.785 （参考：優勝チーム 2'55.670）

2020 もてぎ7時間耐久ロードレース “もて耐”
「世界最大の草レースを目指す」というテーマを掲げ、どんなライダーでも、どんなバイクでも参加できる耐久レースとして1998年より開催（通称：もて耐）
新型コロナウイルスの感染拡大を受け競技内容を以下の通り変更
・3時間決勝レースのみとする。（7時間決勝は非開催となります。）
・定員を77台とする。（予選落ち無し）
エントラント名：#81 KRB RACING
マシン名：Honda CBR250RR
タイヤ：BRIDGESTONE
クラス：WT
【ライダー】牧野 貴博 / 小林 克巳 / 佐々木 善雄 / 福地 啓吾（REI）
2020年8月24日 公式予選 43位/77台中 （REIは走行せず）
2020年8月24日 決勝 52位/完走76台
第4ライダーとして51周から65周までREIが担当し60位→52位と順位を上げる
63周目に2'26.340でチーム内最速ラップを記録
最終周に燃費に苦しみながら（本人談）もチェッカーを受ける

2019 第20回KIJIMA杯Let'sレン耐８耐ふぇす
レンタルミニバイクで気軽にレースをする参加型超入門耐久レース
- 大会名称：KIJIMAモンキー杯　Let'sレン耐　真夏の８耐ふぇす
- 日時：2019年8月4日（日）
- 場所：岐阜県　明智ヒルトップサーキット
- モンキークラス　　　　　　３台
- グロム125クラス　　　　　１０台
- 計１３チーム ライダー総数　７６名

グロムクラスの＃５「ドカ浜REI組」として参加
REIはチームメイトの約２秒落ちで周回を重ねる（本人談）
- 結果 [16]

＜グロム125クラス＞ 優勝
＜人生初レースクラス＞ ２位
2019 もてぎロードレース選手権 
「レースビギナーからエキスパートまでみんなで楽しめる！」（通称：もてロー）
- クラス：JSB1000
- ゼッケン：81
- ライダー名：福地啓吾
- MFJ区分：国内
- チーム名：FAST RT
- 車両メーカー：ヤマハ
- 車両：YZF-R1
- タイヤ：ブリヂストン
- 獲得ポイント／ポイントランキング： ー／ー [19]

1. 2019/3/23・24  第1戦 エントリーのみ出走せず
2. 2019/5/18・19  第2戦 エントリーのみ出走せず
3. 2019/7/20・21  第3戦 エントリーのみ出走せず
4. 2019/9/21・22  第4戦 エントリーのみ出走せず

2016 The 10th CROSS COUNTRY RALLY HOKKAIDO 4DAYS
北海道芦別市を起点終点とする道内一円で開催されるクロスカントリーラリー
- ゼッケン50 福地 啓吾
- 使用車両：HONDA CRF1000L Africa Twin
- チーム名：ダートスポーツ RT withミサイルファクトリー
- 結果[21]

1. DAY1 51位／完走53台
2. DAY2 43位／完走51台
3. DAY3 39位／完走51台
4. DAY4 48位／完走51台

- 総合 47位／完走51台
- チーム別 3位／完走３チーム

2015 もてぎオープン 7時間耐久ロードレース
「世界最大の草レースを目指す」というテーマを掲げ、どんなライダーでも、どんなバイクでも参加できる耐久レースとして1998年より開催（通称：もて耐）
- エントラント名：ヤングマシンwithD;REX

1. 第1ライダー 福地啓吾 （REI）
2. 第2ライダー 福地明子 （藤原明子：REIの妻）
3. 第3ライダー 豊田浩史 （国際ライダーの為予選出走制限有り）
4. 第4ライダー 嶋川直宏 （国際ライダーの為予選出走制限有り）

- 公式予選[24]  総合 77位／77台出走 （主催者招待チーム で決勝出走）※:賞典対象外
- 7時間決勝[25] 51位／完走73台 ：ST-R25クラス 9位／完走11台

## 人物
- 幼少時代をヨーロッパ（1985年から6年間はイギリス・ロンドン、その後4年間をベルギー・ブラッセル[26]）で過ごしたとし、日本語と英語のバイリンガル。
- 趣味は、映画鑑賞、読書、ギター収集、ドライブ、ゴルフクラブ収集、テニスラケット収集、スキー収集、スノーボード収集。
- ギターはESP製を使用したとしている。
- 日産・スカイラインGT-R(BNR32型・シルバー)、BMW K1200R(イエロー)、MV AGUSTA BRUTALE910S、KTM RC8R。
- 湾岸ミッドナイトのファン。
- 酒はあまり飲めず、硬いものを好む。

## 出演

### テレビ
- 週刊バイクTV（2020年4月1日 - 、チバテレ）- パーソナリティ